# 17. julij
17. julij je 198. dan leta (199. v prestopnih letih) v gregorijanskem koledarju. Ostaja še 167 dni.

## Dogodki
- 180 – v Scilliumu v severni Afriki ubijejo 12 kristjanov; to je prvi zapis o krščanstvu v tem delu sveta
- 1683 – začne se zadnje turško obleganje Dunaja
- 1815 – Napoleon se v Rochefortu preda Britancem
- 1867 – v sklopu Harvardske univerze ustanovljena prva zobozdravniška šola v ZDA
- 1897 – prvi uspešni zlatokopi iz Klondika prispejo v Seattle, začetek zlate mrzlice
- 1898 – ameriške sile zasedejo takrat še španski Santiago de Cuba
- 1915 – začetek druge soške bitke (konec 3. avgusta 1915)
- 1917 – britanska kraljeva družina prevzame priimek Windsor
- 1918 – boljševiki v Jekaterinburgu usmrtijo carja Nikolaja II. in njegovo družino
- 1936 – državni udar desničarskih generalov sproži špansko državljansko vojno
- 1937 – spopad na mostu Marca Pola med Kitajsko in Japonsko
- 1942 – v Šentjoštu nad Horjulom ustanovljena prva vaška straža
- 1944 – iz Halifaxa v Kanadi odrine najobsežnejši konvoj v 2. svetovni vojni
- 1945 – začetek potsdamske konference
- 1955 – v kalifornijskem Anaheimu blizu Los Angelesa odprt Disneyland
- 1962 – jedrski poskus z bombo Mali deček v Nevadi je zadnji atmosferski jedrski poskus na tem poligonu
- 1975 – v orbiti se prvič združita ameriško (Apollo) in sovjetsko (Sojuz) vesoljsko plovilo
- 1979 – predsednik Nikaragve Anastasio Somoza Debayle odstopi in pobegne v Miami
- 1981 – ob zrušitvi nadhoda v kansaškem hotelu Hyatt umre 114 ljudi
- 1984 – Laurent Fabius postane francoski predsednik vlade
- 1995 – borzni indeks Nasdaq prvič preseže vrednost 1000
- 1996 – ob strmoglavljenju Boeing 747 v morje blizu Long Islanda (New York) izgubi življenje 230 ljudi
- 1997 – po 117 letih razpuščena družba F. W. Woolworth
- 1998:
  - posmrtne ostanke carja Nikolaja II. in njegove družine po 80 letih pokopljejo v sanktpeterburški kapeli sv. Katarine
  - cunami uniči 10 vasi na Papui - Novi Gvineji in zahteva vsaj 1.500 žrtev
  - razvozlan genom bakterije, ki prenaša sifilis
- 2014 – na vzhodu Ukrajine sile pod nadzorom Rusije sestrelijo potniško letalo malezijske letalske družbe Malaysia Airlines MH17, umre 298 ljudi

## Rojstva
- 1674 – Isaac Watts, angleški pesnik († 1748)
- 1698 – Pierre-Louis Moreau de Maupertuis, francoski matematik, astronom in filozof († 1759)
- 1714 – Alexander Gottlieb Baumgarten, nemški filozof († 1762)
- 1763 – John Jacob Astor, nemško-ameriški podjetnik († 1848)
- 1787 – Friedrich Krupp, nemški industrialec († 1826)
- 1853 – Alexius Meinong, avstrijski filozof († 1920)
- 1858 – Julius Kugy, avstrijski raziskovalec Alp († 1944)
- 1859 – Luis Muñoz Rivera, portoriški pesnik, novinar, politik († 1916)
- 1889 – Erle Stanley Gardner, ameriški pisatelj († 1970)
- 1894 – Georges Lemaître, belgijski teolog, astronom, matematik († 1966)
- 1899 – James Cagney, ameriški filmski igralec († 1986)
- 1920 – Juan Antonio Samaranch, španski (katalonski) športni uradnik, diplomat († 2010)
- 1928 – Vince Guaraldi, ameriški jazzovski glasbenik († 1976)
- 1935 – Donald Sutherland, kanadski filmski igralec
- 1952 – David Hasselhoff, ameriški igralec in pevec
- 1954 – Angela Merkel, nemška političarka
- 1960 – Jan Wouters, nizozemski nogometaš in trener
- 1963 – Matti Nykänen, finski smučarski skakalec
- 1974 – Claudio López, argentinski nogometaš

## Smrti
- 1070 – Balduin VI., flamski grof (* 1030)
- 1085 – Robert Guiscard, italonormanski vojvoda (* 1015)
- 1210 – Sverker II., švedski kralj (* 1167)
- 1399 – Jadwiga, poljska kraljica (* 1373 ali 1374)
- 1588 – Mimar Sinan, otomanski arhitekt grškega rodu (* 1489)
- 1790 – Adam Smith, škotski ekonomist, filozof (* 1723)
- 1871 – Karl Tausig, poljski pianist, skladatelj judovskega rodu (* 1841)
- 1879 – Imre Augustič, slovenski pisatelj, pesnik, novinar in prevajalec na Madžarskem (* 1837)
- 1904 – Isaac Roberts, britanski astronom (* 1829)
- 1907 – Hector Malot, francoski pisatelj (* 1830)
- 1912 – Henri Poincaré, francoski matematik, filozof (* 1854)
- 1918 – Nikolaj II., ruski car (* 1868)
- 1925 – Lovis Corinth, nemški slikar (* 1858)
- 1928 – Álvaro Obregón, mehiški general, državnik, predsednik Mehike (* 1880)
- 1928 – Giovanni Giolitti, italijanski državnik (* 1842)
- 1935 – George William Russell – psevdonim Æ, irski pesnik, mistik (* 1867)
- 1939 – Oskar Braaten, norveški pisatelj, dramatik (* 1881)
- 1941 – Avgust Cesarec, hrvaški pesnik, pisatelj, revolucionar (* 1893)
- 1946 – Draža Mihajlović, srbski četniški general (* 1893)
- 1947 – Raoul Wallenberg, švedski diplomat, človekoljub (izginil v sovjetskem ujetništvu, to je le uradno sporočen datum smrti) (* 1912)
- 1959 – Billie Holiday, ameriška jazzovska pevka, filmska igralka (* 1915)
- 1967 – John Coltrane, ameriški jazzovski saksofonist (* 1926)
- 1975 – Konstantin Gamsahurdia, gruzinski pisatelj (* 1893)
- 1985 – Susanne Langer, ameriška filozofinja (* 1895)
- 1995 – Juan Manuel Fangio, argentinski avtomobilski dirkač (* 1911)
- 1996 – Bratko Kreft, slovenski dramatik, pripovednik, književni in gledališki zgodovinar, režiser (* 1905)
- 1998 – sir Michael James Lighthill, angleški matematik (* 1924)
- 2000 – Neuma Gonçalves da Silva, brazilska plesalka sambe (* 1922)
- 2005 – sir Edward Richard George Heath, britanski predsednik vlade (* 1916)
- 2020 – John Lewis, ameriški kongresnik in pionir boja za državljanske pravice (* 1940)

## Prazniki in obredi
- Irak – dan baasovske revolucije
- Portoriko – rojstni dan Luisa Muñoza Rivere
- Južna Koreja – dan ustave